# مارکو کارپارلی
مارکو کارپارلی (انگلیسی: Marco Carparelli؛ زادهٔ ۴ ژوئن ۱۹۷۶) بازیکن فوتبال اهل ایتالیا است.
از باشگاه‌هایی که در آن بازی کرده‌است می‌توان به باشگاه فوتبال تورینو، باشگاه فوتبال کیه‌وو ورونا، باشگاه فوتبال کرمونزه، باشگاه فوتبال چیتادلا، باشگاه فوتبال روبور سیه‌نا، باشگاه فوتبال سمپدوریا، باشگاه فوتبال پیزا، باشگاه فوتبال امپولی، باشگاه فوتبال جنوآ، و باشگاه فوتبال کومو اشاره کرد.